# Afrikahaven
Afrikahaven est un bassin portuaire du port d'Amsterdam. Il a été creusé entre 1997 et 2001 au sud du canal de la Mer du Nord sur l'ancien Houtrakpolder.
Ce bassin donne accès à plusieurs darses : Zanzibarhaven et Madagascarhaven.

## Histoire
En 1964 Joop den Uyl, ministre de l'Économie décide d'affecter à une zone portuaire pour l'Afrique en particulier pour les industries pétrochimiques. En 1968, la municipalité de Haarlemmerliede en Spaarnwoude a dédié une zone au nord de Ruigoord à des fins industrielles, ce village devait même disparaître. Les propriétés ont été achetées et les résidents forcés à partir. Une longue bataille s'est ensuivie.
Après une longue bataille juridique, en 1984 Haarlemmerliede a finalement adopté un nouveau plan d'urbanisme, ayant pour but de préserver une zone verte dans le Houtrakpolder, y compris le village de Ruigoord qui depuis le 1er janvier 1997 fait partie de la municipalité d'Amsterdam. Les anciennes fonctions ont été modifiées et Africahaven est devenu un dépôt de boues contaminées, à la condition qu'un nouveau dépôt soit construit.

## Terminal à charbon
En 2006, un nouveau terminal pour le transbordement du charbon est mis en service. Une filiale de EDF, utilise un terminal charbonnier d'une superficie de 30 hectares et 1150 mètres de quai, 2 000 000 000 t de charbon peuvent être stockés.

## Terminal pétrolier
Mi-2006 Vopak a signé avec l'autorité portuaire une intention de construire un terminal pétrolier, la construction a pris du retard et en mai 2009 Vopak a décidé de lancer la première phase. Vopak dispose 35 hectare pour le stockage, ce qui pourrait permettre d'avoir la possibilité de stocker 1 200 000 000 m3. Le terminal est principalement utilisé pour le stockage et le mélange de l'essence et autres produits pétroliers. Deux grands cargos d'une capacité maximale de 120 000 tonneaux peuvent accoster, ainsi que huit plus petits ainsi que des barges d'une capacité 20 000 tonneaux.
Le Port d'Amsterdam est une plate-forme logistique majeur pour les produits pétroliers entre l'Europe, l'Amérique du Nord et l'Asie, Vopak veut en bénéficier. Le 26 octobre 2011, la première phase du terminal pétrolier a été officiellement inaugurée par le ministre de l'économiques Carolien Gehrels, le directeur du port Dertje Meijer et le Président du Conseil de Vopak, Eelco Hoekstra.
Le premier trimestre 2012 la capacité est passée à 220 000 m3 et devait passer à 350 000 m3 cette même année.